# 贵池县“九·二四”沉船事故
30°37′35″N 117°25′55″E / 30.62639°N 117.43194°E
贵池县“九·二四”沉船事故，又称1988年池州“九·二四”沉船事件，是中華人民共和國安徽省贵池县一宗造成14人死亡的重大沉船事故。

## 事故经过
1988年9月24日上午4时15分，在贵池县高脊岭乡中河村洋船石渡口附近，当地村民带着茭白等农副产品来到该渡口，先后挤上“贵池挂060号”渡船准备过渡到对岸贵池县城赶早市。该渡船是一艘4马力，核定载客20人的木质挂桨机船。但当时渡船上有乘客33人，茭白等农副产品约2000多斤（约合1125千克）。由于严重超载，加之当时偏北风3级左右，船首铁质跳板铲水，渡船前舱进水，乘客惊慌，船体失去平衡，渡船在驶离对岸143米处沉没，船上包括一名渡工在内，34人及茭白等物全部落水。
当时正在附近河中收渔网的枞阳县仪山乡渔民钱启才听到呼救声，立即把小船划到出事地点奋力抢救。当地群众听到呼救声后，也纷纷赶来抢救，先后共救起15人；其中钱启才往返两次救起13人；另有5人自救生还。。

## 救援
事故发生后，当地政府的主要领导和交通、公安等有关部门的主要负责人，立即赶赴现场，组织打捞和处理善后工作。当晚，中共池州地委时任副书记蔡庆中、鲍光华先后赶到事故现场，在听取事故汇报的同时，传达时任中共安徽省委书记孟富林对“924”事故报告的批示。之后，安徽省安委会、安徽省交通厅及池州地区交通局、贵池县交通局公安科等单位的有关领导专程赶到出事地点，在对事故进行调查了解的基础上，就事故如何处理以及今后水上交通安全工作作出具体布署。

## 事故原因
失事渡船原属集体财产，1986年2月作价变卖给现有船主，同年下半年将该船改装挂桨机，1987年5月进行维修，9月26日经当地航管部门检验发证，有效期至1988年9月25日止。1988年1至9月，当地政府先后四次对该渡口进行检查，两次发给《事故隐患整改通知书》，同时两次对渡口进行安全检查，提出整改措施。但船主兼渡工无动于衷，未作整改，于是年9月24日凌晨再次严重超载，违章冒险渡运，结果造成14人死亡。

## 伤亡
该事故造成14人(其中女13人，男1人)溺水身亡。

## 善后
- 直接责任人吴某某被判刑8年。同时有关责任人也分别受到政纪处分。[2]
- 1988年11月12日，当地政府对见义勇为、奋力抢救落水群众的渔民钱启才颁发奖状和奖金。[2]